# 趙珣 (宋朝)
趙珣，北宋雄州归信县（今河北省雄县）人，赵振的儿子。
趙珣好学，工骑射。十六岁，宋仁宗召试便殿，授三班借职。景祐年间，转任濠州兵马都监。随父赵振在西边驰骋疆场，探访陕西五路形胜利害，作《聚米图经》五卷。后应诏献上图经、《五阵图》及《兵事》十余篇，被执政大臣陈执中、吕夷简所赞赏，荐任陕西缘边巡检使，以战功改通事舍人、泾原路都监。在泾原，兼治笼竿城，屡立军功。后来，西夏兵来攻，他会同葛怀敏抵御，当事者不听其计，在定川寨之战兵败被俘，最后在西夏去世。